# ويليام جاي إيفانز
ويليام جاي إيفانز (بالإنجليزية: William J. Evans)‏ هو ضابط أمريكي، ولد في 4 مارس 1924 في نورويتش في الولايات المتحدة، وتوفي في 12 ديسمبر 2000.